# Jesús Ruiz Molina
Jesús Ruiz Molina MCCJ (La Cueva de Roa, 23 de janeiro de 1959) é um ministro espanhol e bispo católico romano de Mbaïki.
Jesús Ruiz Molina frequentou o seminário menor de Burgos e depois juntou-se aos Missionários Combonianos. Ruiz Molina estudou filosofia e teologia católica nos seminários de Burgos e Moncada. Ele também fez cursos de estudos religiosos no Institut Catholique de Paris. Ruiz Molina fez a profissão temporária em 25 de maio de 1985 e recebeu o Sacramento da Ordem em 11 de julho de 1987. Em 24 de abril de 1988 fez sua profissão perpétua.
De 1987 a 1988 Jesús Ruiz Molina trabalhou como formador para missionários antes de se tornar vigário paroquial e depois pároco da paróquia de Immaculée Conceição em Bédjondo na Diocese de Sarh. De 1996 a 2001 Ruiz Molina trabalhou como formador para os postulantes dos Missionários Combonianos na Espanha. Em 2002 tornou-se Provincial da Província do Chade de sua congregação. Depois que Jesús Ruiz Molina completou uma visita de estudo na Universidade de Salamanca em 2008, tornou-se pároco em Moungoumba na Diocese de Mbaïki, decano e coordenador da comissão diocesana para a catequese. Foi também Conselheiro Provincial da Província Centro-Africana dos Missionários Combonianos de 2013 a 2015.
Em 11 de julho de 2017, o Papa Francisco o nomeou Bispo Titular de Arae na Mauritânia e Bispo Auxiliar de Bangassou. O Arcebispo de Bangui, Cardeal Dieudonné Nzapalainga CSSp, o consagrou em 12 de novembro do mesmo ano na Catedral Notre-Dame de l'Immaculée Conceição, em Bangui; Os co-consagradores foram o Bispo de Bangassou, Juan-José Aguirre Muñoz MCCJ, e o Bispo de Mbaïki, Guerrino Perin MCCJ.
O Papa Francisco o nomeou Bispo de Mbaïki em 10 de março de 2021. A posse ocorreu em 25 de abril do mesmo ano.